# Dekompression
Als Dekompression bezeichnet man beim Tauchen die kontrollierte Verminderung des Drucks zur Verhinderung der Dekompressionskrankheit. Die Dekompression wird anhand empirischer Tabellen (Dekompressionstabellen) oder mit Hilfe von Tauchcomputern durchgeführt, die auf einem Dekompressionsmodell basieren. Dabei legen Tauchzeit, Tauchtiefe und weitere Faktoren die Anreicherung von Inertgas (hauptsächlich Stickstoff) im Körper und somit die benötigte Dekompressionszeit fest. Die Dekompression geschieht in der Regel in Stufen (Dekompressionsstopps) abnehmender Tiefe und verschiedener Dauer.

## Dekompressionszeit
Die Dekompressionszeit (kurz Deko-Zeit) ist der Zeitraum, der mindestens benötigt wird, um einen Organismus ohne Schaden von einem hohen auf ein niedrigeres Druckniveau zu bringen. 
Theoretisch beginnt beim Tauchen die Dekompressionszeit, nachdem der Punkt der größten Tiefe während des Tauchganges erreicht ist und nur noch aufgestiegen wird. In der Praxis wird die Deko-Zeit so aufgeteilt, dass sich Dekompressionsstopps in abnehmender Tiefe und meist wachsender Länge ergeben. Die Tiefen und Längen der einzelnen Stopps hängen dabei vom Profil des durchgeführten Tauchgangs, dem verwendeten Atemgas und den Umgebungsbedingungen ab. Die Summe der Zeitdauer aller notwendigen Stopps sowie die Zeit für den Wechsel von einer Tiefenstufe auf die nächste Stufe addieren sich zur gesamten Dekompressionszeit, welche mindestens eingehalten werden sollte, um die Dekompressionskrankheit bzw. Taucherkrankheit zu vermeiden.
Während moderne Tauchcomputer ihre Berechnungen in Echtzeit ausführen und ein langsames Auftauchen bereits berücksichtigen, ist beim Tauchen nach Dekompressionstabelle nur die größte erreichte Tiefe und Grundzeit von Bedeutung. In der Regel ist daher die Dekompressionszeit nach Tauchcomputer kürzer als nach Tabelle.

## Dekompressionsstopp
Der Dekompressionsstopp (kurz Deko-Stopp) ist ein absichtliches Verweilen in einer bestimmten Wassertiefe während der Dekompression. Dabei wird das im Gewebe gebundene Gas durch den verminderten Druck in geringerer Wassertiefe langsam abgeatmet, sodass danach gefahrlos bis zum nächsten Deko-Stopp oder zur Oberfläche aufgetaucht werden kann. Bei zu schnellem Aufstieg bilden sich im Körpergewebe und in den Körperflüssigkeiten Gasblasen, die die lebensgefährliche Dekompressionskrankheit (Taucherkrankheit) auslösen können. 
Stark vereinfacht lässt sich die Bläschenbildung beim Auftauchen mit dem Öffnen einer Flasche mit kohlensäurehaltigem Mineralwasser vergleichen: kann der Druck ganz langsam entweichen (langsames Auftauchen/Dekostopp), dann perlt es nur wenig. Reißt man die Flasche jedoch abrupt auf (schnelles Auftauchen), bilden sich große Gasblasen und das Wasser sprudelt aus der Flasche.

## Praktische Umsetzung

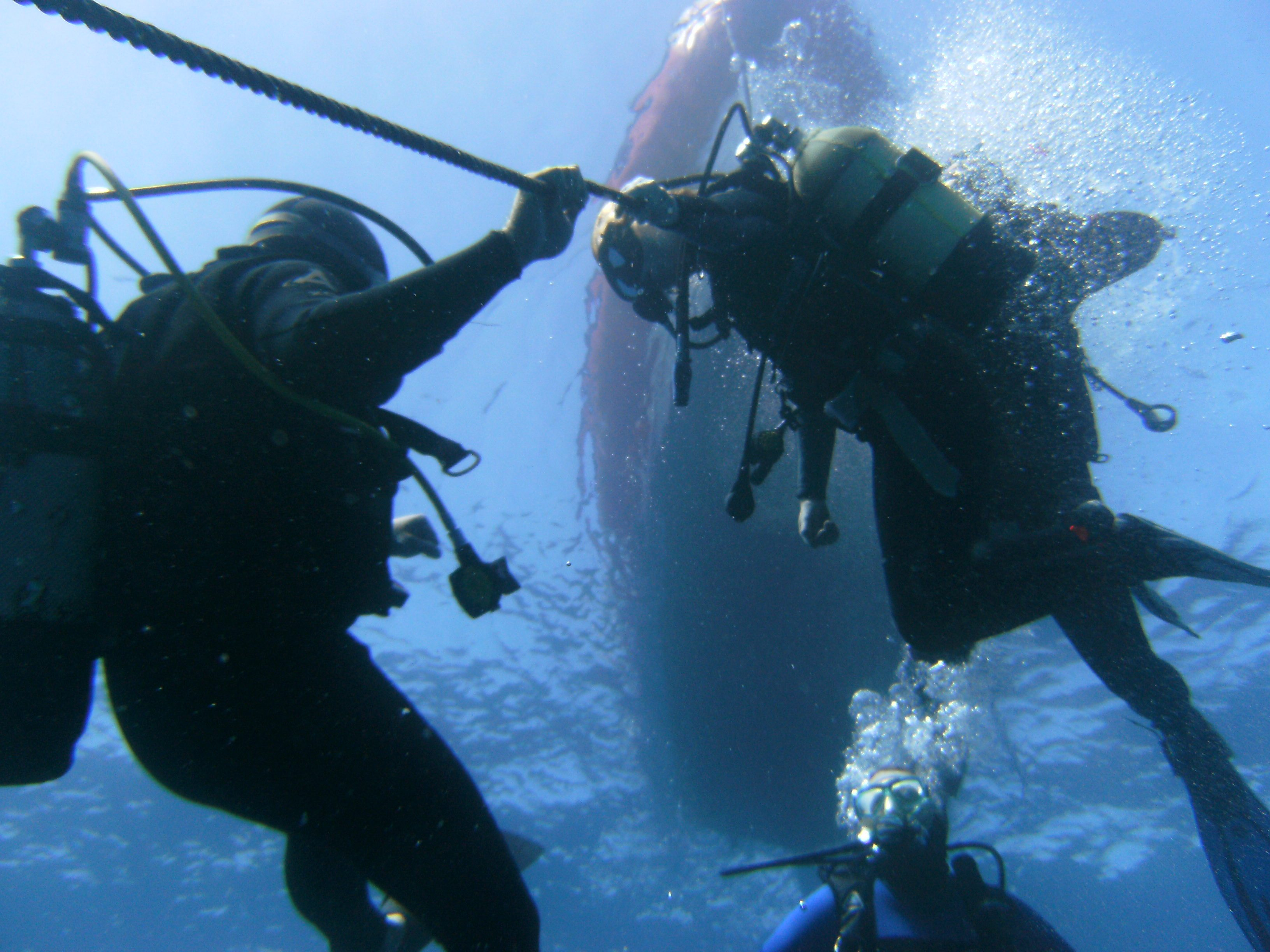
Sicherheitsstopp bei einer Tiefe von 5 Metern

Beim einfachen Sporttauchen wird nur innerhalb der Nullzeit getaucht, so dass bis auf einen Sicherheitsstopp (z. B. 3 Minuten in 5 m Tiefe) keine Dekompressionsstopps notwendig sind. Allerdings darf dabei eine maximale Tiefe von 40 m nicht überschritten werden. Darunter werden in der Regel Stopps abgestuft auf 12 m, 9 m, 6 m und 3 m durchgeführt. Die Dauer solcher Stopps hängt von den verwendeten Atemgasen, der Tauchtiefe und der Tauchzeit (Grundzeit = Dauer des Tauchgangs bis zum Beginn der Aufstiegsphase) ab.

## Siehe auch

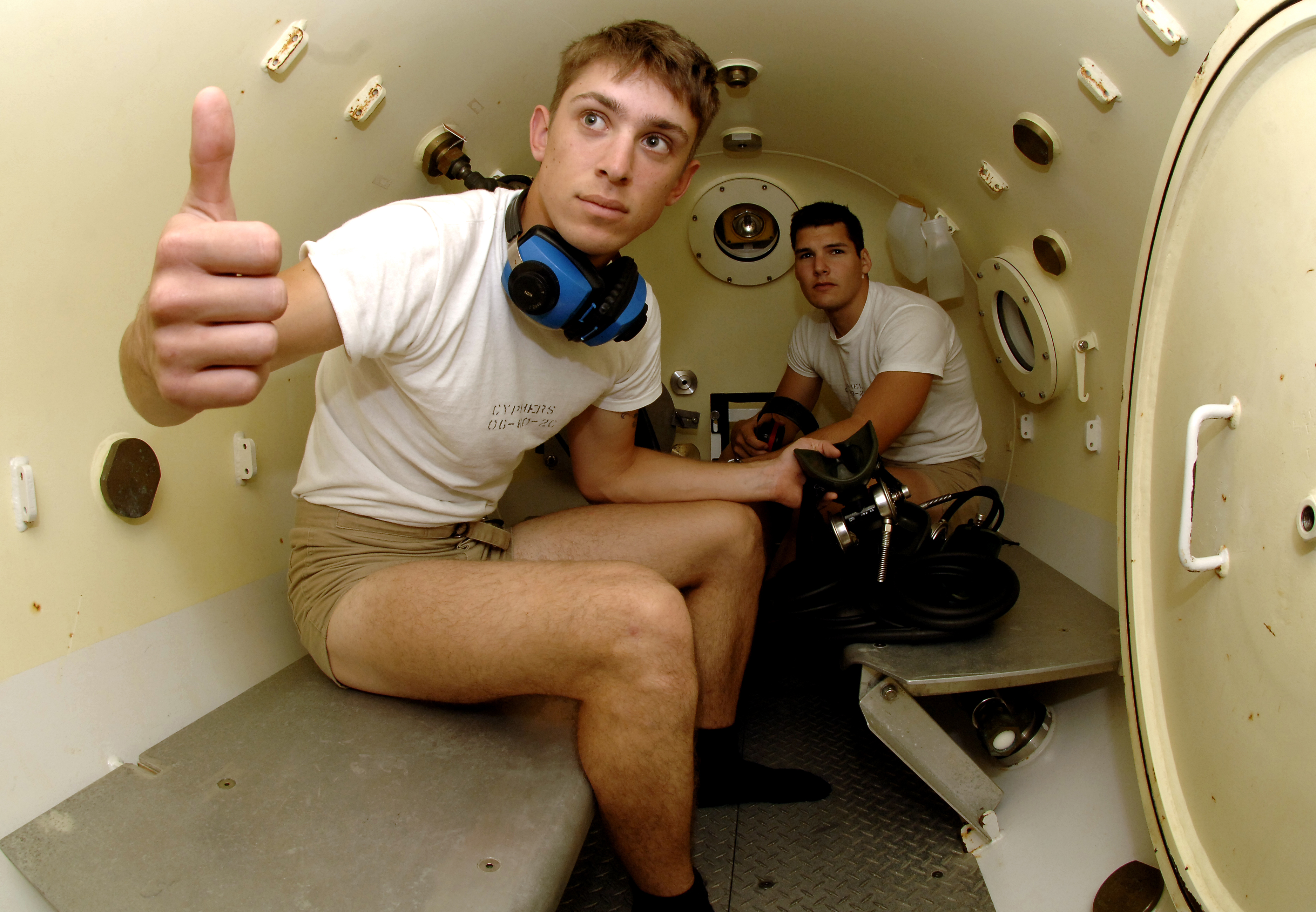
Dekompressionskammer der United States Navy